# Clinton (Caroline du Sud)
Pour les articles homonymes, voir Clinton.
Clinton est une ville américaine située dans le comté de Laurens en Caroline du Sud.
La municipalité s'étend sur 9,94 milles carrés (25,74 km2), dont 9,88 milles carrés (25,59 km2) de terres.
La ville accueille le Presbyterian College (en), université affiliée à l'Église presbytérienne.

## Démographie
Selon le recensement de 2010, Clinton compte 8 490 habitants dont 59 % de Blancs et 37 % d'Afro-Américains. 
| 1860 | 1880 | 1890  | 1900  | 1910  | 1920  |
| ---- | ---- | ----- | ----- | ----- | ----- |
| 197  | 459  | 1 021 | 1 869 | 3 272 | 3 767 |

| 1930  | 1940  | 1950  | 1960  | 1970  | 1980  |
| ----- | ----- | ----- | ----- | ----- | ----- |
| 5 643 | 5 704 | 7 168 | 7 937 | 8 138 | 8 596 |

| 1990  | 2000  | 2010  | - | - | - |
| ----- | ----- | ----- | - | - | - |
| 7 987 | 8 091 | 8 490 | - | - | - |